# Třetí vláda Viliama Širokého
Třetí vláda Viliama Širokého existovala v období 11. července 1960 – 20. září 1963.

## Seznam členů vlády
- Předseda vlády: Viliam Široký od 21. 3. 1953
- Místopředseda vlády:
  - Jaromír Dolanský
  - Václav Kopecký, do 5. 8. 1961 (zemřel)
  - Otakar Šimůnek
  - Rudolf Barák, do 9. 2. 1962
  - Rudolf Strechaj, do 28. 7. 1962 (zemřel)
  - Ludmila Jankovcová
  - Jan Piller, od 9. 2. 1962
  - František Krajčír, od 5. 1. 1963
- Ministr zahraničních věcí: Václav David
- Ministr národní obrany: Bohumír Lomský
- Ministr vnitra:
  - Rudolf Barák, do 23. 6. 1961
  - Lubomír Štrougal, od 23. 6. 1961
- Ministr dopravy a spojů:
  - František Vlasák, do 5. 1. 1963
  - František Vokáč, od 5. 1. 1963
- Ministr financí: Július Ďuriš
- Ministr hutního průmyslu a rudných dolů:
  - Miroslav Šmok, do 10. 3. 1962
  - Josef Krejčí, od 10. 3. 1962
- Ministr chemického průmyslu: Jozef Púčik
- Ministr paliv a energetiky (od 5. 1. 1963 paliv): Oldřich Černík
- Ministr potravinářského průmyslu:
  - Jindřich Uher, do 23. 6. 1961
  - Josef Krosnář, od 23. 6. 1961
- Ministr spotřebního průmyslu: Božena Machačová-Dostálová
- Ministr spravedlnosti: Alois Neuman (ČSS)
- Ministr státní kontroly (od 23. 6. 1961 Úřad kontroly a statistiky): Josef Krosnář
- Ministr školství a kultury: František Kahuda
- Ministr těžkého strojírenství:
  - Josef Reitmajer, do 6. 1. 1963
  - Josef Pešl, od 6. 1. 1963
- Ministr vnitřního obchodu:
  - Ladislav Brabec, do 23. 6. 1961
  - Jindřich Uher, od 23. 6. 1961
- Ministr všeobecného strojírenství: Karel Poláček
- Ministr výstavby:
  - Oldřich Beran, do 9. 2. 1962
  - Josef Korčák, od 9. 2. 1962 do 5. 1. 1963
  - Samuel Takáč, od 5. 1. 1963
- Ministr zahraničního obchodu:
  - František Krajčír, do 5. 1. 1963
  - František Hamouz, od 5. 1. 1963
- Ministr zdravotnictví: Josef Plojhar (ČSL)
- Ministr zemědělství, lesního a vodního hospodářství:
  - Lubomír Štrougal, do 23. 6. 1961
  - Vratislav Krutina, od 23. 6. 1961
- Ministr - předseda Vládní komise pro národní výbory (5. 1. 1963 zrušena): Rudolf Barák, od 13. 7. 1961 do 9. 2. 1962
- Ministr - předseda Státní plánovací komise:
  - Otakar Šimůnek, do 11. 7. 1962
  - Alois Indra, od 11. 7. 1962
- Ministr - pověřen vedením Ústřední správy energetiky: Josef Korčák, od 5. 1. 1963
- Ministr - předseda Ústředního úřadu státní kontroly a statistiky: Pavol Majling, od 27. 6. 1961
- Ministr bez portfeje:
  - Vasil Biľak, do 5. 1. 1963
  - Zdeněk Nejedlý, do 9. 3. 1962 (zemřel)
  - Pavol Majling, do 27. 6. 1961
  - Stanislav Vlna, do 11. 7. 1962